# Chiesa di Santa Maria Assunta (Porto Valtravaglia, Domo)
La chiesa di Santa Maria Assunta è un edificio religioso sito in località Domo, nel comune italiano di Porto Valtravaglia, in provincia di Varese e arcidiocesi di Milano; fa parte del decanato di Luino. 
Si affaccia all'inizio della via IV novembre, che conduce da Domo a Ligurno, ed è inserita in un complesso di edifici religiosi che comprende l'oratorio di Santo Stefano, per la celebrazione delle funzioni invernali, il battistero di San Giovanni Battista e l'ex oratorio di San Filippo, a poche decine di metri dal cimitero di Domo.

## Storia
La costruzione della chiesa di Santa Maria Assunta risale almeno al X secolo, come testimonia l'antistante battistero che conserva ancora le caratteristiche tipiche dell'architettura preromanica, con il quale andava a formare, insieme anche all'adiacente oratorio di Santo Stefano, un complesso religioso tipico dell'epoca. La prima fase edilizia di cui si ha prova certa risale però all'XI-XII secolo: il campanile, che probabilmente in precedenza servì come torre ad uso militare, e alcuni settori della parete meridionale della chiesa presentano infatti tracce sicuramente romaniche. Tuttavia non si ha la certezza che l'impianto a navata unica con presbiterio rettangolare e copertura con travi a vista descritto negli atti delle visite pastorali cinquecentesche sia riferibile a questo periodo storico o a interventi più recenti realizzati tra il XIV e il XV secolo.
Fu a lungo a capo dell'estesa pieve della Travaglia. A seguito del trasferimento della sede plebana alla Collegiata di San Vittore il Moro a Canonica di Bedero, avvenuto nel 1137, il complesso di Domo perse gradualmente importanza: Santo Stefano fu trasformato in abitazione privata, San Giovanni perse la funzione di battistero e Santa Maria Assunta venne radicalmente ingrandita nei secoli successivi.
Nel 1583 l'altare maggiore intitolato alla Beata Vergine fu consacrato da San Carlo Borromeo.
Le prime opere edilizie documentate risalgono al XVII secolo: sul corpo della chiesa medievale furono inserite due cappelle, sui due lati opposti dell'edificio, quasi a formare un transetto. La cappella di destra fu ultimata nel 1684 ed era originariamente dedicata a Sant'Antonio abate.
A partire dal 1786 la chiesa subì importanti rifacimenti che ne stravolsero sia gli interni che l'esterno, conservando però le due cappelle laterali. Questi interventi si conclusero nel 1795, anno in cui venne riaperta al culto, dopo decenni di abbandono, pressoché con l'attuale conformazione architettonica.

## Architettura

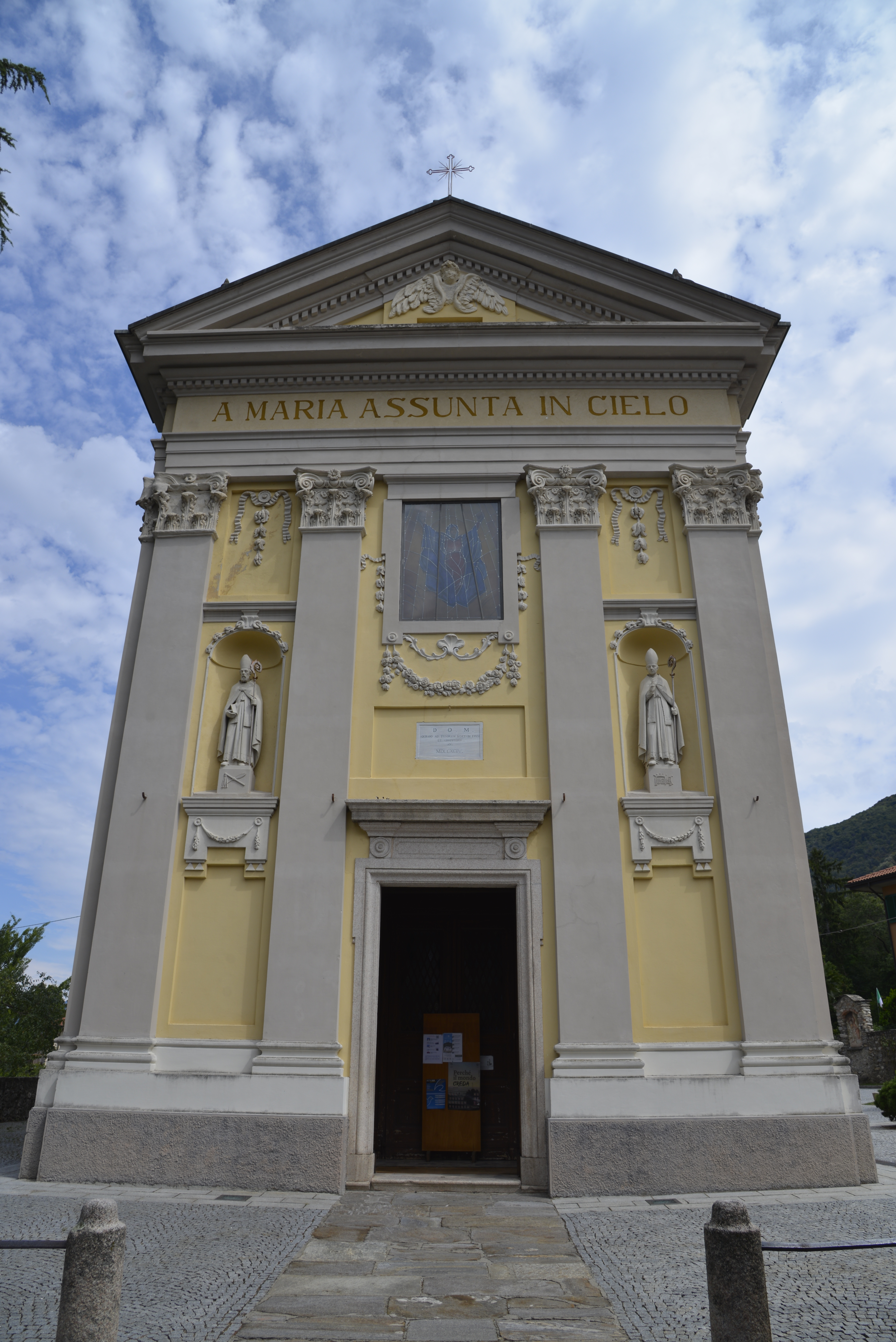
La facciata della chiesa.

La chiesa si trova nella parte settentrionale del complesso religioso e conserva ancora alcuni elementi risalenti alle più antiche fasi edilizie, come ad esempio alcuni resti sul lato meridionale e l'imponente campanile. L'edificio presenta un'unica navata scandita in tre campate, a cui si aggiunge quella corrispondente al presbiterio, che precede l'abside poligonale. Quest'ultimo è coperto da una volta retta da possenti nervature tra le quali si aprono delle finestre che illuminano l'interno.
Circa a metà della navata sono collocate due cappelle laterali, sui due lati opposti della chiesa, di forma poligonale: la cappella di sinistra è dedicata alla Madonna del Rosario, mentre quella di destra è intitolata al Sacro Cuore di Gesù. Entrambe terminano in altezza con un semicupolino con le nervature ben evidenziate.
La copertura della chiesa è realizzata con ordito ligneo sormontato da un manto di coppi. Le pareti sono il pietra mista giuntata con malta, a vista su tutti i lati con l'eccezione della facciata, intonacata e decorata con stucchi. Al di sotto della copertura sono presenti, in corrispondenza della due campate agli estremi della chiesa, volte a botte, mentre quella centrale, dove si aprono le due cappelle, è sormontata da un cupolino ribassato a pianta ovale.
Il campanile, il cui basamento era probabilmente parte di una torre militare conservatosi fino all'altezza di circa 11 m, misura 6×6,5 m di lato e presenta un'altezza di 33 m. I muri perimetrali hanno uno spessore di 1,5 m alla base, che va via via assottigliandosi verso l'alto. Al di sopra dell'antico basamento si erge la muratura di una prima fase di trasformazione della torre da uso militare a uso religioso, mentre la parte più alta del campanile, completa di cella campanaria, fu eretta dopo il 1686. La parte sommitale è coperta con scandole in pietra.
L'altare maggiore è in legno policromo intagliato, probabilmente opera di una bottega operante nel XVII secolo nelle valli orientali del Verbano.
L'organo della chiesa, che presenta parti risalenti alla fine del XVI secolo, proviene dalla Collegiata di Castiglione Olona e fu qui trasportato nel 1872 per essere installato sulla cantoria della controfacciata.